# Boucles de la Mayenne 2021
Boucles de la Mayenne 2021 – 46. edycja wyścigu kolarskiego Boucles de la Mayenne, która odbyła się w dniach od 27 do 30 maja 2021 na liczącej 711 kilometrów trasie składającej się z 4 etapów i biegnącej na terenie departamentu Mayenne. Impreza kategorii 2.Pro była częścią UCI ProSeries 2021.

## Etapy
| Etap | Data   | Start – Meta                     | type        | Dystans (km) | Suma wzniesień (m) | Zwycięzca etapu   | Lider             |
| ---- | ------ | -------------------------------- | ----------- | ------------ | ------------------ | ----------------- | ----------------- |
| 1    | 27 maj | Le Genest-Saint-Isle – Ambrières | pagórkowaty | 174,24       | 1748 m             | Philipp Walsleben | Philipp Walsleben |
| 2    | 28 maj | Vaiges – Évron                   | pagórkowaty | 173,35       | 2180 m             | Arnaud Démare     | Philipp Walsleben |
| 3    | 29 maj | Saint-Berthevin – Craon          | pagórkowaty | 181,68       | 1668 m             | Arnaud Démare     | Arnaud Démare     |
| 4    | 30 maj | Méral – Laval                    | pagórkowaty | 180,73       | 1789 m             | Arnaud Démare     | Arnaud Démare     |

## Drużyny
| WorldTeams (5)- AG2R Citroën Team - Cofidis - Team DSM - Groupama-FDJ - Intermarché-Wanty-Gobert Matériaux ProTeams (14)- Alpecin-Fenix - Androni Giocattoli-Sidermec - Arkéa-Samsic - B&B Hotels p/b KTM - Bingoal Pauwels Sauces WB - Burgos-BH - Caja Rural-Seguros RGA - Gazprom-RusVelo - Equipo Kern Pharma - Delko - Rally Cycling - Sport Vlaanderen-Baloise - Total Direct Énergie - Uno-X Pro Cycling Team Continental teams (2)- Saint Michel-Auber 93 - Xelliss-Roubaix Lille Métropole |
| |

## Wyniki etapów

### Etap 1
| Le Genest-Saint-Isle - Ambrières | pagórkowaty | (174,24 km) |

| \| Klasyfikacja etapu \| Klasyfikacja etapu \| Klasyfikacja etapu \| Klasyfikacja etapu \| Klasyfikacja etapu \| \| Kolarz \| Kolarz \| Państwo \| Drużyna \| Czas \| \| ------------------ \| -------------------- \| ------------------ \| ---------------------- \| ------------------ \| \| 1. \| Philipp Walsleben \| Niemcy \| Alpecin-Fenix \| 3h 59' 48" \| \| 2. \| Diego Rubio \| Hiszpania \| Burgos-BH \| + 7" \| \| 3. \| Arnaud Démare \| Francja \| Groupama-FDJ \| + 11" \| \| 4. \| Kristoffer Halvorsen \| Norwegia \| Uno-X Pro Cycling Team \| + 11" \| \| 5. \| Bryan Coquard \| Francja \| B&B Hotels p/b KTM \| + 11" \| \| 6. \| Piet Allegaert \| Belgia \| Cofidis \| + 11" \| \| 7. \| Marc Sarreau \| Francja \| AG2R Citroën Team \| + 11" \| \| 8. \| Nils Eekhoff \| Holandia \| Team DSM \| + 11" \| \| 9. \| Bram Welten \| Holandia \| Arkéa-Samsic \| + 15" \| \| 10. \| Jon Aberasturi \| Hiszpania \| Caja Rural-Seguros RGA \| + 17" \| |                      |           |                        |            |
| |                      |           |                        |            |
| Źródło: ProCyclingStats |                      |           |                        |            |
| Klasyfikacja etapu |                      |           |                        |            |
| Kolarz | Kolarz               | Państwo   | Drużyna                | Czas       |
| 1. | Philipp Walsleben    | Niemcy    | Alpecin-Fenix          | 3h 59' 48" |
| 2. | Diego Rubio          | Hiszpania | Burgos-BH              | + 7"       |
| 3. | Arnaud Démare        | Francja   | Groupama-FDJ           | + 11"      |
| 4. | Kristoffer Halvorsen | Norwegia  | Uno-X Pro Cycling Team | + 11"      |
| 5. | Bryan Coquard        | Francja   | B&B Hotels p/b KTM     | + 11"      |
| 6. | Piet Allegaert       | Belgia    | Cofidis                | + 11"      |
| 7. | Marc Sarreau         | Francja   | AG2R Citroën Team      | + 11"      |
| 8. | Nils Eekhoff         | Holandia  | Team DSM               | + 11"      |
| 9. | Bram Welten          | Holandia  | Arkéa-Samsic           | + 15"      |
| 10. | Jon Aberasturi       | Hiszpania | Caja Rural-Seguros RGA | + 17"      |

| \| Klasyfikacja generalna \| Klasyfikacja generalna \| Klasyfikacja generalna \| Klasyfikacja generalna \| Klasyfikacja generalna \| \| Kolarz \| Kolarz \| Państwo \| Drużyna \| Czas \| \| ---------------------- \| ---------------------- \| ---------------------- \| ---------------------- \| ---------------------- \| \| 1. \| Philipp Walsleben \| Niemcy \| Alpecin-Fenix \| 3h 59' 33" \| \| 2. \| Diego Rubio \| Hiszpania \| Burgos-BH \| + 16" \| \| 3. \| Arnaud Démare \| Francja \| Groupama-FDJ \| + 22" \| \| 4. \| Kristoffer Halvorsen \| Norwegia \| Uno-X Pro Cycling Team \| + 26" \| \| 5. \| Bryan Coquard \| Francja \| B&B Hotels p/b KTM \| + 26" \| \| 6. \| Piet Allegaert \| Belgia \| Cofidis \| + 26" \| \| 7. \| Marc Sarreau \| Francja \| AG2R Citroën Team \| + 26" \| \| 8. \| Nils Eekhoff \| Holandia \| Team DSM \| + 26" \| \| 9. \| Bram Welten \| Holandia \| Arkéa-Samsic \| + 30" \| \| 10. \| Jon Aberasturi \| Hiszpania \| Caja Rural-Seguros RGA \| + 32" \| |                      |           |                        |            |
| |                      |           |                        |            |
| Źródło: ProCyclingStats |                      |           |                        |            |
| Klasyfikacja generalna |                      |           |                        |            |
| Kolarz | Kolarz               | Państwo   | Drużyna                | Czas       |
| 1. | Philipp Walsleben    | Niemcy    | Alpecin-Fenix          | 3h 59' 33" |
| 2. | Diego Rubio          | Hiszpania | Burgos-BH              | + 16"      |
| 3. | Arnaud Démare        | Francja   | Groupama-FDJ           | + 22"      |
| 4. | Kristoffer Halvorsen | Norwegia  | Uno-X Pro Cycling Team | + 26"      |
| 5. | Bryan Coquard        | Francja   | B&B Hotels p/b KTM     | + 26"      |
| 6. | Piet Allegaert       | Belgia    | Cofidis                | + 26"      |
| 7. | Marc Sarreau         | Francja   | AG2R Citroën Team      | + 26"      |
| 8. | Nils Eekhoff         | Holandia  | Team DSM               | + 26"      |
| 9. | Bram Welten          | Holandia  | Arkéa-Samsic           | + 30"      |
| 10. | Jon Aberasturi       | Hiszpania | Caja Rural-Seguros RGA | + 32"      |

### Etap 2
| Vaiges - Évron | pagórkowaty | (173,35 km) |

| \| Klasyfikacja etapu \| Klasyfikacja etapu \| Klasyfikacja etapu \| Klasyfikacja etapu \| Klasyfikacja etapu \| \| Kolarz \| Kolarz \| Państwo \| Drużyna \| Czas \| \| ------------------ \| --------------------- \| ------------------ \| ---------------------------------- \| ------------------ \| \| 1. \| Arnaud Démare \| Francja \| Groupama-FDJ \| 4h 11' 32" \| \| 2. \| Niccolò Bonifazio \| Włochy \| Total Direct Énergie \| + 0" \| \| 3. \| Kristoffer Halvorsen \| Norwegia \| Uno-X Pro Cycling Team \| + 0" \| \| 4. \| Jonas Koch \| Niemcy \| Intermarché-Wanty-Gobert Matériaux \| + 0" \| \| 5. \| Stanisław Aniołkowski \| Polska \| Bingoal Pauwels Sauces WB \| + 0" \| \| 6. \| Piet Allegaert \| Belgia \| Cofidis \| + 0" \| \| 7. \| Matteo Malucelli \| Włochy \| Androni Giocattoli-Sidermec \| + 0" \| \| 8. \| Emiel Vermeulen \| Belgia \| Xelliss-Roubaix Lille Métropole \| + 0" \| \| 9. \| Jon Aberasturi \| Hiszpania \| Caja Rural-Seguros RGA \| + 0" \| \| 10. \| Nils Eekhoff \| Holandia \| Team DSM \| + 0" \| |                       |           |                                    |            |
| |                       |           |                                    |            |
| Źródło: ProCyclingStats |                       |           |                                    |            |
| Klasyfikacja etapu |                       |           |                                    |            |
| Kolarz | Kolarz                | Państwo   | Drużyna                            | Czas       |
| 1. | Arnaud Démare         | Francja   | Groupama-FDJ                       | 4h 11' 32" |
| 2. | Niccolò Bonifazio     | Włochy    | Total Direct Énergie               | + 0"       |
| 3. | Kristoffer Halvorsen  | Norwegia  | Uno-X Pro Cycling Team             | + 0"       |
| 4. | Jonas Koch            | Niemcy    | Intermarché-Wanty-Gobert Matériaux | + 0"       |
| 5. | Stanisław Aniołkowski | Polska    | Bingoal Pauwels Sauces WB          | + 0"       |
| 6. | Piet Allegaert        | Belgia    | Cofidis                            | + 0"       |
| 7. | Matteo Malucelli      | Włochy    | Androni Giocattoli-Sidermec        | + 0"       |
| 8. | Emiel Vermeulen       | Belgia    | Xelliss-Roubaix Lille Métropole    | + 0"       |
| 9. | Jon Aberasturi        | Hiszpania | Caja Rural-Seguros RGA             | + 0"       |
| 10. | Nils Eekhoff          | Holandia  | Team DSM                           | + 0"       |

| \| Klasyfikacja generalna \| Klasyfikacja generalna \| Klasyfikacja generalna \| Klasyfikacja generalna \| Klasyfikacja generalna \| \| Kolarz \| Kolarz \| Państwo \| Drużyna \| Czas \| \| ---------------------- \| ---------------------- \| ---------------------- \| ---------------------- \| ---------------------- \| \| 1. \| Philipp Walsleben \| Niemcy \| Alpecin-Fenix \| 8h 11' 05" \| \| 2. \| Arnaud Démare \| Francja \| Groupama-FDJ \| + 12" \| \| 3. \| Diego Rubio \| Hiszpania \| Burgos-BH \| + 16" \| \| 4. \| Kristoffer Halvorsen \| Norwegia \| Uno-X Pro Cycling Team \| + 22" \| \| 5. \| Piet Allegaert \| Belgia \| Cofidis \| + 26" \| \| 6. \| Nils Eekhoff \| Holandia \| Team DSM \| + 26" \| \| 7. \| Niccolò Bonifazio \| Włochy \| Total Direct Énergie \| + 26" \| \| 8. \| Marc Sarreau \| Francja \| AG2R Citroën Team \| + 26" \| \| 9. \| Bryan Coquard \| Francja \| B&B Hotels p/b KTM \| + 26" \| \| 10. \| Benoît Cosnefroy \| Francja \| AG2R Citroën Team \| + 29" \| |                      |           |                        |            |
| |                      |           |                        |            |
| Źródło: ProCyclingStats |                      |           |                        |            |
| Klasyfikacja generalna |                      |           |                        |            |
| Kolarz | Kolarz               | Państwo   | Drużyna                | Czas       |
| 1. | Philipp Walsleben    | Niemcy    | Alpecin-Fenix          | 8h 11' 05" |
| 2. | Arnaud Démare        | Francja   | Groupama-FDJ           | + 12"      |
| 3. | Diego Rubio          | Hiszpania | Burgos-BH              | + 16"      |
| 4. | Kristoffer Halvorsen | Norwegia  | Uno-X Pro Cycling Team | + 22"      |
| 5. | Piet Allegaert       | Belgia    | Cofidis                | + 26"      |
| 6. | Nils Eekhoff         | Holandia  | Team DSM               | + 26"      |
| 7. | Niccolò Bonifazio    | Włochy    | Total Direct Énergie   | + 26"      |
| 8. | Marc Sarreau         | Francja   | AG2R Citroën Team      | + 26"      |
| 9. | Bryan Coquard        | Francja   | B&B Hotels p/b KTM     | + 26"      |
| 10. | Benoît Cosnefroy     | Francja   | AG2R Citroën Team      | + 29"      |

### Etap 3
| Saint-Berthevin - Craon | pagórkowaty | (181,68 km) |

| \| Klasyfikacja etapu \| Klasyfikacja etapu \| Klasyfikacja etapu \| Klasyfikacja etapu \| Klasyfikacja etapu \| \| Kolarz \| Kolarz \| Państwo \| Drużyna \| Czas \| \| ------------------ \| --------------------- \| ------------------ \| ------------------------------- \| ------------------ \| \| 1. \| Arnaud Démare \| Francja \| Groupama-FDJ \| 4h 18' 48" \| \| 2. \| Kristoffer Halvorsen \| Norwegia \| Uno-X Pro Cycling Team \| + 0" \| \| 3. \| Nils Eekhoff \| Holandia \| Team DSM \| + 0" \| \| 4. \| Arvid de Kleijn \| Holandia \| Rally Cycling \| + 0" \| \| 5. \| Stanisław Aniołkowski \| Polska \| Bingoal Pauwels Sauces WB \| + 0" \| \| 6. \| Piet Allegaert \| Belgia \| Cofidis \| + 0" \| \| 7. \| Daniel McLay \| Wielka Brytania \| Arkéa-Samsic \| + 0" \| \| 8. \| Emiel Vermeulen \| Belgia \| Xelliss-Roubaix Lille Métropole \| + 0" \| \| 9. \| Sasha Weemaes \| Belgia \| Sport Vlaanderen-Baloise \| + 0" \| \| 10. \| Jon Aberasturi \| Hiszpania \| Caja Rural-Seguros RGA \| + 0" \| |                       |                 |                                 |            |
| |                       |                 |                                 |            |
| Źródło: ProCyclingStats |                       |                 |                                 |            |
| Klasyfikacja etapu |                       |                 |                                 |            |
| Kolarz | Kolarz                | Państwo         | Drużyna                         | Czas       |
| 1. | Arnaud Démare         | Francja         | Groupama-FDJ                    | 4h 18' 48" |
| 2. | Kristoffer Halvorsen  | Norwegia        | Uno-X Pro Cycling Team          | + 0"       |
| 3. | Nils Eekhoff          | Holandia        | Team DSM                        | + 0"       |
| 4. | Arvid de Kleijn       | Holandia        | Rally Cycling                   | + 0"       |
| 5. | Stanisław Aniołkowski | Polska          | Bingoal Pauwels Sauces WB       | + 0"       |
| 6. | Piet Allegaert        | Belgia          | Cofidis                         | + 0"       |
| 7. | Daniel McLay          | Wielka Brytania | Arkéa-Samsic                    | + 0"       |
| 8. | Emiel Vermeulen       | Belgia          | Xelliss-Roubaix Lille Métropole | + 0"       |
| 9. | Sasha Weemaes         | Belgia          | Sport Vlaanderen-Baloise        | + 0"       |
| 10. | Jon Aberasturi        | Hiszpania       | Caja Rural-Seguros RGA          | + 0"       |

| \| Klasyfikacja generalna \| Klasyfikacja generalna \| Klasyfikacja generalna \| Klasyfikacja generalna \| Klasyfikacja generalna \| \| Kolarz \| Kolarz \| Państwo \| Drużyna \| Czas \| \| ---------------------- \| ---------------------- \| ---------------------- \| ---------------------- \| ---------------------- \| \| 1. \| Arnaud Démare \| Francja \| Groupama-FDJ \| 12h 29' 55" \| \| 2. \| Philipp Walsleben \| Niemcy \| Alpecin-Fenix \| + 2" \| \| 3. \| Kristoffer Halvorsen \| Norwegia \| Uno-X Pro Cycling Team \| + 14" \| \| 4. \| Bryan Coquard \| Francja \| B&B Hotels p/b KTM \| + 18" \| \| 5. \| Diego Rubio \| Hiszpania \| Burgos-BH \| + 18" \| \| 6. \| Nils Eekhoff \| Holandia \| Team DSM \| + 20" \| \| 7. \| Piet Allegaert \| Belgia \| Cofidis \| + 24" \| \| 8. \| Niccolò Bonifazio \| Włochy \| Total Direct Énergie \| + 24" \| \| 9. \| Tobias Bayer \| Austria \| Alpecin-Fenix \| + 26" \| \| 10. \| Marc Sarreau \| Francja \| AG2R Citroën Team \| + 28" \| |                      |           |                        |             |
| |                      |           |                        |             |
| Źródło: ProCyclingStats |                      |           |                        |             |
| Klasyfikacja generalna |                      |           |                        |             |
| Kolarz | Kolarz               | Państwo   | Drużyna                | Czas        |
| 1. | Arnaud Démare        | Francja   | Groupama-FDJ           | 12h 29' 55" |
| 2. | Philipp Walsleben    | Niemcy    | Alpecin-Fenix          | + 2"        |
| 3. | Kristoffer Halvorsen | Norwegia  | Uno-X Pro Cycling Team | + 14"       |
| 4. | Bryan Coquard        | Francja   | B&B Hotels p/b KTM     | + 18"       |
| 5. | Diego Rubio          | Hiszpania | Burgos-BH              | + 18"       |
| 6. | Nils Eekhoff         | Holandia  | Team DSM               | + 20"       |
| 7. | Piet Allegaert       | Belgia    | Cofidis                | + 24"       |
| 8. | Niccolò Bonifazio    | Włochy    | Total Direct Énergie   | + 24"       |
| 9. | Tobias Bayer         | Austria   | Alpecin-Fenix          | + 26"       |
| 10. | Marc Sarreau         | Francja   | AG2R Citroën Team      | + 28"       |

### Etap 4
| Méral - Laval | pagórkowaty | (180,73 km) |

| \| Klasyfikacja etapu \| Klasyfikacja etapu \| Klasyfikacja etapu \| Klasyfikacja etapu \| Klasyfikacja etapu \| \| Kolarz \| Kolarz \| Państwo \| Drużyna \| Czas \| \| ------------------ \| --------------------- \| ------------------ \| ------------------------- \| ------------------ \| \| 1. \| Arnaud Démare \| Francja \| Groupama-FDJ \| 4h 14' 55" \| \| 2. \| Daniel McLay \| Wielka Brytania \| Arkéa-Samsic \| + 0" \| \| 3. \| Bryan Coquard \| Francja \| B&B Hotels p/b KTM \| + 0" \| \| 4. \| Nils Eekhoff \| Holandia \| Team DSM \| + 0" \| \| 5. \| Stanisław Aniołkowski \| Polska \| Bingoal Pauwels Sauces WB \| + 0" \| \| 6. \| Niccolò Bonifazio \| Włochy \| Total Direct Énergie \| + 0" \| \| 7. \| Kristoffer Halvorsen \| Norwegia \| Uno-X Pro Cycling Team \| + 0" \| \| 8. \| Jon Aberasturi \| Hiszpania \| Caja Rural-Seguros RGA \| + 0" \| \| 9. \| Marc Sarreau \| Francja \| AG2R Citroën Team \| + 0" \| \| 10. \| Jordi Warlop \| Belgia \| Sport Vlaanderen-Baloise \| + 0" \| |                       |                 |                           |            |
| |                       |                 |                           |            |
| Źródło: ProCyclingStats |                       |                 |                           |            |
| Klasyfikacja etapu |                       |                 |                           |            |
| Kolarz | Kolarz                | Państwo         | Drużyna                   | Czas       |
| 1. | Arnaud Démare         | Francja         | Groupama-FDJ              | 4h 14' 55" |
| 2. | Daniel McLay          | Wielka Brytania | Arkéa-Samsic              | + 0"       |
| 3. | Bryan Coquard         | Francja         | B&B Hotels p/b KTM        | + 0"       |
| 4. | Nils Eekhoff          | Holandia        | Team DSM                  | + 0"       |
| 5. | Stanisław Aniołkowski | Polska          | Bingoal Pauwels Sauces WB | + 0"       |
| 6. | Niccolò Bonifazio     | Włochy          | Total Direct Énergie      | + 0"       |
| 7. | Kristoffer Halvorsen  | Norwegia        | Uno-X Pro Cycling Team    | + 0"       |
| 8. | Jon Aberasturi        | Hiszpania       | Caja Rural-Seguros RGA    | + 0"       |
| 9. | Marc Sarreau          | Francja         | AG2R Citroën Team         | + 0"       |
| 10. | Jordi Warlop          | Belgia          | Sport Vlaanderen-Baloise  | + 0"       |

## Klasyfikacje

### Klasyfikacja generalna
| \| Klasyfikacja generalna \| Klasyfikacja generalna \| Klasyfikacja generalna \| Klasyfikacja generalna \| Klasyfikacja generalna \| \| Kolarz \| Kolarz \| Państwo \| Drużyna \| Czas \| \| ---------------------- \| ---------------------- \| ---------------------- \| ---------------------- \| ---------------------- \| \| 1. \| Arnaud Démare \| Francja \| Groupama-FDJ \| 16h 44' 40" \| \| 2. \| Philipp Walsleben \| Niemcy \| Alpecin-Fenix \| + 17" \| \| 3. \| Kristoffer Halvorsen \| Norwegia \| Uno-X Pro Cycling Team \| + 24" \| \| 4. \| Bryan Coquard \| Francja \| B&B Hotels p/b KTM \| + 24" \| \| 5. \| Diego Rubio \| Hiszpania \| Burgos-BH \| + 28" \| \| 6. \| Nils Eekhoff \| Holandia \| Team DSM \| + 30" \| \| 7. \| Niccolò Bonifazio \| Włochy \| Total Direct Énergie \| + 34" \| \| 8. \| Daniel McLay \| Wielka Brytania \| Arkéa-Samsic \| + 34" \| \| 9. \| Tobias Bayer \| Austria \| Alpecin-Fenix \| + 36" \| \| 10. \| Marc Sarreau \| Francja \| AG2R Citroën Team \| + 38" \| |                      |                 |                        |             |
| |                      |                 |                        |             |
| Źródło: ProCyclingStats |                      |                 |                        |             |
| Klasyfikacja generalna |                      |                 |                        |             |
| Kolarz | Kolarz               | Państwo         | Drużyna                | Czas        |
| 1. | Arnaud Démare        | Francja         | Groupama-FDJ           | 16h 44' 40" |
| 2. | Philipp Walsleben    | Niemcy          | Alpecin-Fenix          | + 17"       |
| 3. | Kristoffer Halvorsen | Norwegia        | Uno-X Pro Cycling Team | + 24"       |
| 4. | Bryan Coquard        | Francja         | B&B Hotels p/b KTM     | + 24"       |
| 5. | Diego Rubio          | Hiszpania       | Burgos-BH              | + 28"       |
| 6. | Nils Eekhoff         | Holandia        | Team DSM               | + 30"       |
| 7. | Niccolò Bonifazio    | Włochy          | Total Direct Énergie   | + 34"       |
| 8. | Daniel McLay         | Wielka Brytania | Arkéa-Samsic           | + 34"       |
| 9. | Tobias Bayer         | Austria         | Alpecin-Fenix          | + 36"       |
| 10. | Marc Sarreau         | Francja         | AG2R Citroën Team      | + 38"       |

| Klasyfikacja punktowa | Klasyfikacja punktowa | Klasyfikacja punktowa | Klasyfikacja punktowa     | Klasyfikacja punktowa |
| Kolarz                | Kolarz                | Państwo               | Drużyna                   | Punkty                |
| --------------------- | --------------------- | --------------------- | ------------------------- | --------------------- |
| 1.                    | Arnaud Démare         | Francja               | Groupama-FDJ              | 92 pkt                |
| 2.                    | Kristoffer Halvorsen  | Norwegia              | Uno-X Pro Cycling Team    | 59 pkt                |
| 3.                    | Bryan Coquard         | Francja               | B&B Hotels p/b KTM        | 45 pkt                |
| 4.                    | Nils Eekhoff          | Holandia              | Team DSM                  | 44 pkt                |
| 5.                    | Stanisław Aniołkowski | Polska                | Bingoal Pauwels Sauces WB | 36 pkt                |
| 6.                    | Philipp Walsleben     | Niemcy                | Alpecin-Fenix             | 35 pkt                |
| 7.                    | Niccolò Bonifazio     | Włochy                | Total Direct Énergie      | 30 pkt                |
| 8.                    | Piet Allegaert        | Belgia                | Cofidis                   | 30 pkt                |
| 9.                    | Daniel McLay          | Wielka Brytania       | Arkéa-Samsic              | 29 pkt                |
| 10.                   | Jon Aberasturi        | Hiszpania             | Caja Rural-Seguros RGA    | 27 pkt                |

| Klasyfikacja punktowa | Klasyfikacja punktowa | Klasyfikacja punktowa | Klasyfikacja punktowa     | Klasyfikacja punktowa |
| Kolarz                | Kolarz                | Państwo               | Drużyna                   | Punkty                |
| --------------------- | --------------------- | --------------------- | ------------------------- | --------------------- |
| 1.                    | Arnaud Démare         | Francja               | Groupama-FDJ              | 92 pkt                |
| 2.                    | Kristoffer Halvorsen  | Norwegia              | Uno-X Pro Cycling Team    | 59 pkt                |
| 3.                    | Bryan Coquard         | Francja               | B&B Hotels p/b KTM        | 45 pkt                |
| 4.                    | Nils Eekhoff          | Holandia              | Team DSM                  | 44 pkt                |
| 5.                    | Stanisław Aniołkowski | Polska                | Bingoal Pauwels Sauces WB | 36 pkt                |
| 6.                    | Philipp Walsleben     | Niemcy                | Alpecin-Fenix             | 35 pkt                |
| 7.                    | Niccolò Bonifazio     | Włochy                | Total Direct Énergie      | 30 pkt                |
| 8.                    | Piet Allegaert        | Belgia                | Cofidis                   | 30 pkt                |
| 9.                    | Daniel McLay          | Wielka Brytania       | Arkéa-Samsic              | 29 pkt                |
| 10.                   | Jon Aberasturi        | Hiszpania             | Caja Rural-Seguros RGA    | 27 pkt                |

| Klasyfikacja górska | Klasyfikacja górska | Klasyfikacja górska | Klasyfikacja górska                | Klasyfikacja górska |
| Kolarz              | Kolarz              | Państwo             | Drużyna                            | Punkty              |
| ------------------- | ------------------- | ------------------- | ---------------------------------- | ------------------- |
| 1.                  | Jhonatan Restrepo   | Kolumbia            | Androni Giocattoli-Sidermec        | 36 pkt              |
| 2.                  | Roger Adrià         | Hiszpania           | Equipo Kern Pharma                 | 34 pkt              |
| 3.                  | Stan Dewulf         | Belgia              | AG2R Citroën Team                  | 31 pkt              |
| 4.                  | Maxime Urruty       | Francja             | Xelliss-Roubaix Lille Métropole    | 30 pkt              |
| 5.                  | Tobias Bayer        | Austria             | Alpecin-Fenix                      | 30 pkt              |
| 6.                  | Morne van Niekerk   | Południowa Afryka   | Saint Michel-Auber 93              | 22 pkt              |
| 7.                  | Francisco Galván    | Hiszpania           | Equipo Kern Pharma                 | 13 pkt              |
| 8.                  | Alexandre Delettre  | Francja             | Delko                              | 12 pkt              |
| 9.                  | Benoît Cosnefroy    | Francja             | AG2R Citroën Team                  | 12 pkt              |
| 10.                 | Ludwig De Winter    | Belgia              | Intermarché-Wanty-Gobert Matériaux | 12 pkt              |

| Klasyfikacja górska | Klasyfikacja górska | Klasyfikacja górska | Klasyfikacja górska                | Klasyfikacja górska |
| Kolarz              | Kolarz              | Państwo             | Drużyna                            | Punkty              |
| ------------------- | ------------------- | ------------------- | ---------------------------------- | ------------------- |
| 1.                  | Jhonatan Restrepo   | Kolumbia            | Androni Giocattoli-Sidermec        | 36 pkt              |
| 2.                  | Roger Adrià         | Hiszpania           | Equipo Kern Pharma                 | 34 pkt              |
| 3.                  | Stan Dewulf         | Belgia              | AG2R Citroën Team                  | 31 pkt              |
| 4.                  | Maxime Urruty       | Francja             | Xelliss-Roubaix Lille Métropole    | 30 pkt              |
| 5.                  | Tobias Bayer        | Austria             | Alpecin-Fenix                      | 30 pkt              |
| 6.                  | Morne van Niekerk   | Południowa Afryka   | Saint Michel-Auber 93              | 22 pkt              |
| 7.                  | Francisco Galván    | Hiszpania           | Equipo Kern Pharma                 | 13 pkt              |
| 8.                  | Alexandre Delettre  | Francja             | Delko                              | 12 pkt              |
| 9.                  | Benoît Cosnefroy    | Francja             | AG2R Citroën Team                  | 12 pkt              |
| 10.                 | Ludwig De Winter    | Belgia              | Intermarché-Wanty-Gobert Matériaux | 12 pkt              |

| Klasyfikacja młodzieżowa | Klasyfikacja młodzieżowa | Klasyfikacja młodzieżowa | Klasyfikacja młodzieżowa  | Klasyfikacja młodzieżowa |
| Kolarz                   | Kolarz                   | Państwo                  | Drużyna                   | Czas                     |
| ------------------------ | ------------------------ | ------------------------ | ------------------------- | ------------------------ |
| 1.                       | Nils Eekhoff             | Holandia                 | Team DSM                  | 16h 45' 10"              |
| 2.                       | Tobias Bayer             | Austria                  | Alpecin-Fenix             | + 18"                    |
| 3.                       | Alexandre Delettre       | Francja                  | Delko                     | + 6"                     |
| 4.                       | Stanisław Aniołkowski    | Polska                   | Bingoal Pauwels Sauces WB | + 8"                     |
| 5.                       | Pier-André Côté          | Kanada                   | Rally Cycling             | + 10"                    |
| 6.                       | Jordi López              | Hiszpania                | Equipo Kern Pharma        | + 19"                    |
| 7.                       | Piotr Rikunow            | Rosja                    | Gazprom-RusVelo           | + 29"                    |
| 8.                       | Roger Adrià              | Hiszpania                | Equipo Kern Pharma        | + 29"                    |
| 9.                       | Francisco Galván         | Hiszpania                | Equipo Kern Pharma        | + 1' 09"                 |
| 10.                      | Bram Welten              | Holandia                 | Arkéa-Samsic              | + 1' 13"                 |

| Klasyfikacja młodzieżowa | Klasyfikacja młodzieżowa | Klasyfikacja młodzieżowa | Klasyfikacja młodzieżowa  | Klasyfikacja młodzieżowa |
| Kolarz                   | Kolarz                   | Państwo                  | Drużyna                   | Czas                     |
| ------------------------ | ------------------------ | ------------------------ | ------------------------- | ------------------------ |
| 1.                       | Nils Eekhoff             | Holandia                 | Team DSM                  | 16h 45' 10"              |
| 2.                       | Tobias Bayer             | Austria                  | Alpecin-Fenix             | + 18"                    |
| 3.                       | Alexandre Delettre       | Francja                  | Delko                     | + 6"                     |
| 4.                       | Stanisław Aniołkowski    | Polska                   | Bingoal Pauwels Sauces WB | + 8"                     |
| 5.                       | Pier-André Côté          | Kanada                   | Rally Cycling             | + 10"                    |
| 6.                       | Jordi López              | Hiszpania                | Equipo Kern Pharma        | + 19"                    |
| 7.                       | Piotr Rikunow            | Rosja                    | Gazprom-RusVelo           | + 29"                    |
| 8.                       | Roger Adrià              | Hiszpania                | Equipo Kern Pharma        | + 29"                    |
| 9.                       | Francisco Galván         | Hiszpania                | Equipo Kern Pharma        | + 1' 09"                 |
| 10.                      | Bram Welten              | Holandia                 | Arkéa-Samsic              | + 1' 13"                 |

| Klasyfikacja drużynowa | Klasyfikacja drużynowa          | Klasyfikacja drużynowa | Klasyfikacja drużynowa |
| Drużyna                | Drużyna                         | Państwo                | Czas                   |
| ---------------------- | ------------------------------- | ---------------------- | ---------------------- |
| 1.                     | Delko                           | Francja                | 50h 16' 04"            |
| 2.                     | Sport Vlaanderen-Baloise        | Belgia                 | + 0"                   |
| 3.                     | Alpecin-Fenix                   | Belgia                 | + 2"                   |
| 4.                     | Xelliss-Roubaix Lille Métropole | Francja                | + 15"                  |
| 5.                     | Burgos-BH                       | Hiszpania              | + 18"                  |
| 6.                     | Team DSM                        | Niemcy                 | + 18"                  |
| 7.                     | Androni Giocattoli-Sidermec     | Włochy                 | + 19"                  |
| 8.                     | AG2R Citroën Team               | Francja                | + 22"                  |
| 9.                     | B&B Hotels p/b KTM              | Francja                | + 28"                  |
| 10.                    | Caja Rural-Seguros RGA          | Hiszpania              | + 34"                  |

| Klasyfikacja drużynowa | Klasyfikacja drużynowa          | Klasyfikacja drużynowa | Klasyfikacja drużynowa |
| Drużyna                | Drużyna                         | Państwo                | Czas                   |
| ---------------------- | ------------------------------- | ---------------------- | ---------------------- |
| 1.                     | Delko                           | Francja                | 50h 16' 04"            |
| 2.                     | Sport Vlaanderen-Baloise        | Belgia                 | + 0"                   |
| 3.                     | Alpecin-Fenix                   | Belgia                 | + 2"                   |
| 4.                     | Xelliss-Roubaix Lille Métropole | Francja                | + 15"                  |
| 5.                     | Burgos-BH                       | Hiszpania              | + 18"                  |
| 6.                     | Team DSM                        | Niemcy                 | + 18"                  |
| 7.                     | Androni Giocattoli-Sidermec     | Włochy                 | + 19"                  |
| 8.                     | AG2R Citroën Team               | Francja                | + 22"                  |
| 9.                     | B&B Hotels p/b KTM              | Francja                | + 28"                  |
| 10.                    | Caja Rural-Seguros RGA          | Hiszpania              | + 34"                  |